# Oskar Eberle

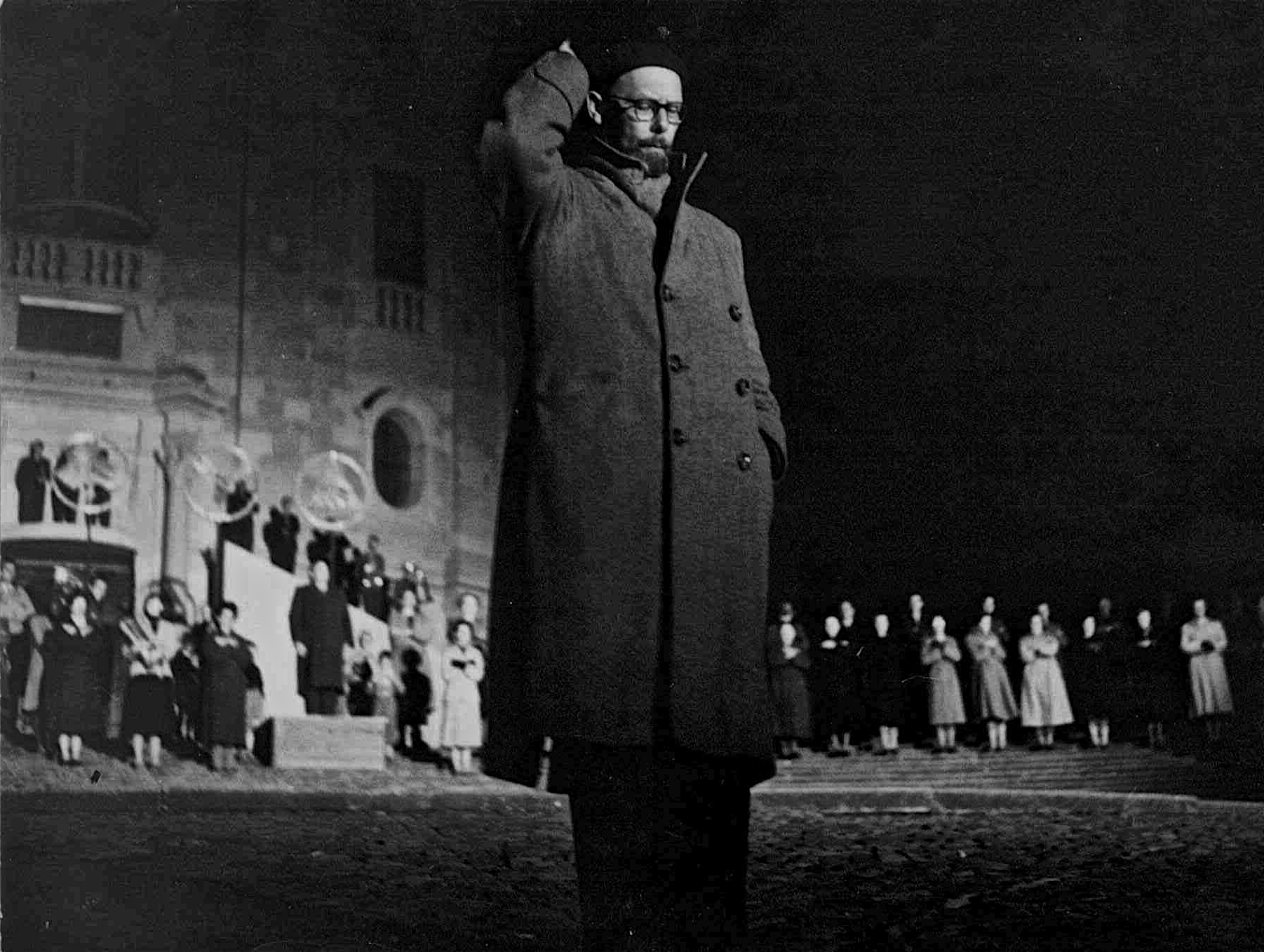
Oskar Eberle bei einer Probe für das Welttheater Einsiedeln 1950

Oskar Eberle (* 2. Januar 1902 in Zürich; † 28. Juni 1956 in Altdorf) war ein Schweizer Regisseur, Dramatiker und Theaterwissenschaftler.

## Leben und Wirken

### Herkunft, Ausbildung
Gemäss Deutscher Biographie hat Oskar Eberle seine Liebe für das Theaterspiel von seinem Urgrossvater mütterlicherseits, Ambros Eberle geerbt, der im Jahr 1857 die Japanesengesellschaft für Fasnachtsspiele in Schwyz ins Leben rief.
Nach der Matura am Gymnasium in Schwyz studierte Oskar Eberle Literaturgeschichte an der Universität Freiburg im Üechtland, Theaterwissenschaft bei Max Herrmann an der Berliner Universität und bei Artur Kutscher an der Universität München sowie an der Schauspielschule von Max Reinhardt am Deutschen Theater.
An der Albertina in Königsberg (Preussen) reichte er 1927 beim Literaturhistoriker Josef Nadler seine Dissertation zum Thema Theatergeschichte der innern Schweiz 1200–1800 ein. Eberle beschrieb das damalige Theaterwesen in der Innerschweiz mit den Fasnachts-, Passions-,  Oster-, Fronleichnams-, Weihnachts-, Dreikönigs-, Sakraments-, Bibel-, Heiligen-, Helden- und Totentanzspielen. Er stellte Dutzende solcher Spiele vor und beurteilte Inhalte, Spielanlagen, Handlungen, Gebärden, Chor- und Instrumenaleinsätze, Requisiten, Theaterkleider, die Bühnenanlagen und die Theaterplätze im Freien. Beleuchtet wurden auch die wechselnden Einflussnahmen von Stadtadel, einflussreichen Bürgern, Ratsherren, der Jesuiten, Kapuziner und dem übrigen Klerus. Im Anhang zeigte Eberle Zeichnungen von Spielplätzen und Bühnenaufbauten sowie Fotos von damaligen Kostümen.

### Erneuerung des Volkstheaters
Die Bewegung der «Geistigen Landesverteidigung» mit der Besinnung auf die eigenen Schweizer Werte entstand in jener Zeit. Man erinnerte sich an die historische Vergangenheit, und völkisch-nationales Gedankengut begann auch in der Schweiz breiten Raum einzunehmen. Das führte zu einer Abgrenzung gegen das Fremde, gegen das «Unschweizerische», ganz auch im Sinne Eberles. Nach seinem Studium begann er die Erneuerung des Volksschauspiels sowie des Geistlichen Spiels einzuleiten, verfasste Schriften, belebte alte Dramatische Vereine und förderte vor allem die Freiluftspiele, oft mit eigenen Texten. So holte Oskar Eberle 1929 die «Luzerner Bekrönungsbruderschaft» aus der Versenkung und bewirkte vor der Hofkirche Luzern geistliche Spiele mit mehr als hundert Mitwirkenden. 1934 rief er mit 26 Theaterspielern die «Luzerner Spielleute» ins Leben.
Er grenzte sich ab von den professionellen Bühnen in den Städten. Man empfand diese als «Fremdkörper», wurden doch die meisten Bühnen mit ihren Aufführungen durch deutsche (jüdische) Regisseure und Schauspieler geprägt. Es fehlte ihm die «Schweizer Gesinnung» und er suchte eine Distanzierung vom «fremden» Theater. Durch Schriften und Regieübernahmen verschaffte sich Eberle immer grösseren Einfluss im nationalen Theaterschaffen.
In Philipp Etter, dem späteren Bundesrat, fand er einen Gleichgesinnten. Dieser wollte die Schweiz zu einem neuen vaterländischen Selbstverständnis im Sinne der ersten eidgenössischen Bündnisse am Gotthard finden lassen und machte dies zu einem seiner Hauptanliegen. Etter forderte die Überwindung von Sozialismus, Liberalismus und Materialismus, indem der eidgenössische Staatsgedanke wieder mit der christlichen Auffassung von Staat übereinstimmen muss. Auch befürwortete er eine autoritäre Demokratie auf einem christlichen bzw. katholischen Fundament, mit spürbaren antisemitischen Tendenzen. In seiner Schrift Die vaterländische Erneuerung und wir ortete Etter eine Vertrauenskrise im Land. Er forderte als erstes eine starke katholische Einheitsfront, um die Wiederherstellung der geistigen und sittlichen Grundlagen in der Schweiz zu erreichen, aufbauend auf der vaterländischen Geschichte.
Philipp Etter und Oskar Eberle standen in gelegentlichem Austausch zueinander. Etter nahm als Bundesrat massgeblich Einfluss auf das Bundesfeierspiel zum Gedenken des 650-jährigen Bestehens der Schweizerischen Eidgenossenschaft 1941 in Schwyz, bei welchem Eberle als Regisseur mitwirkte.

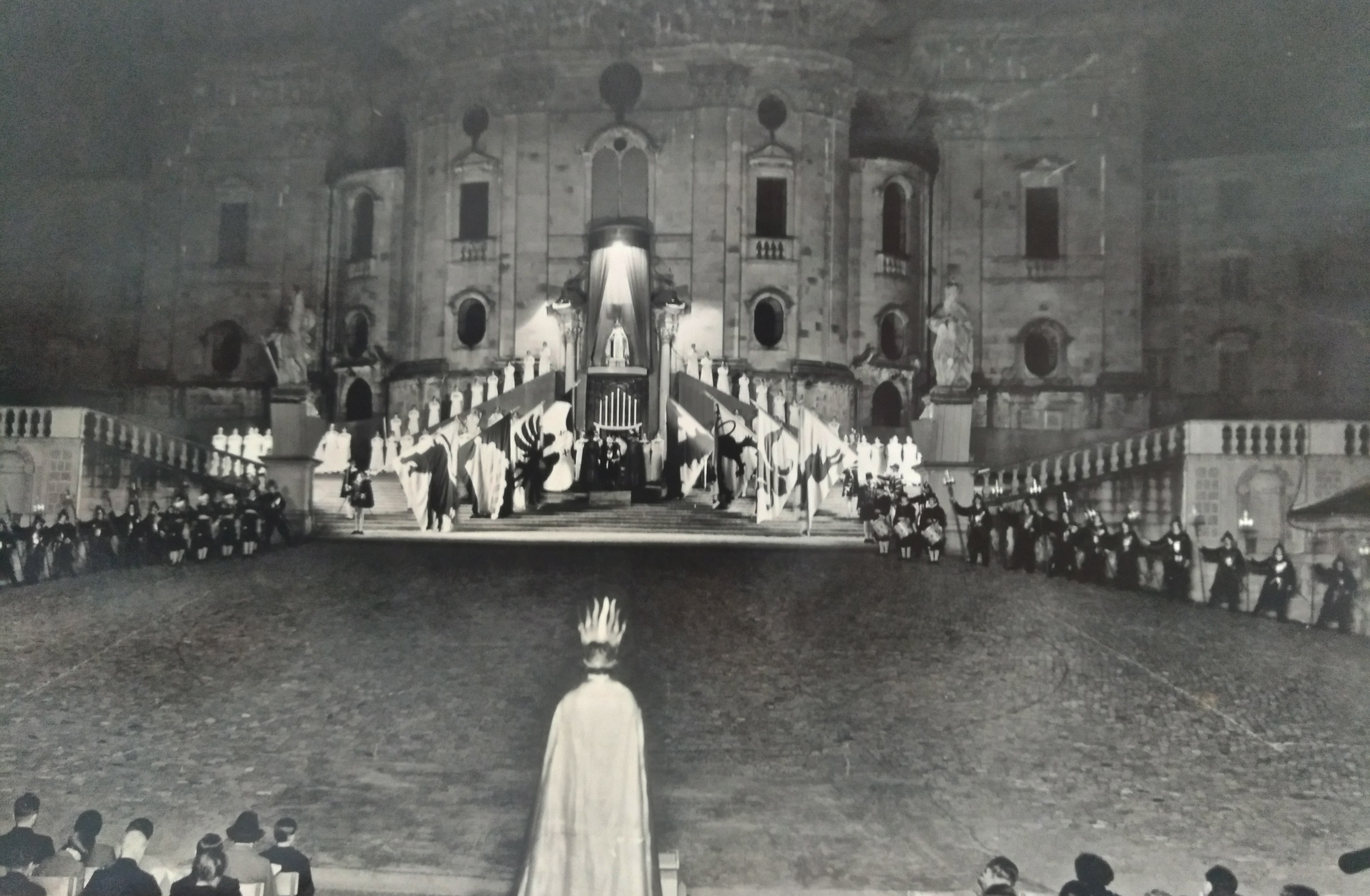
Welttheater Einsiedeln Aufführung 1935

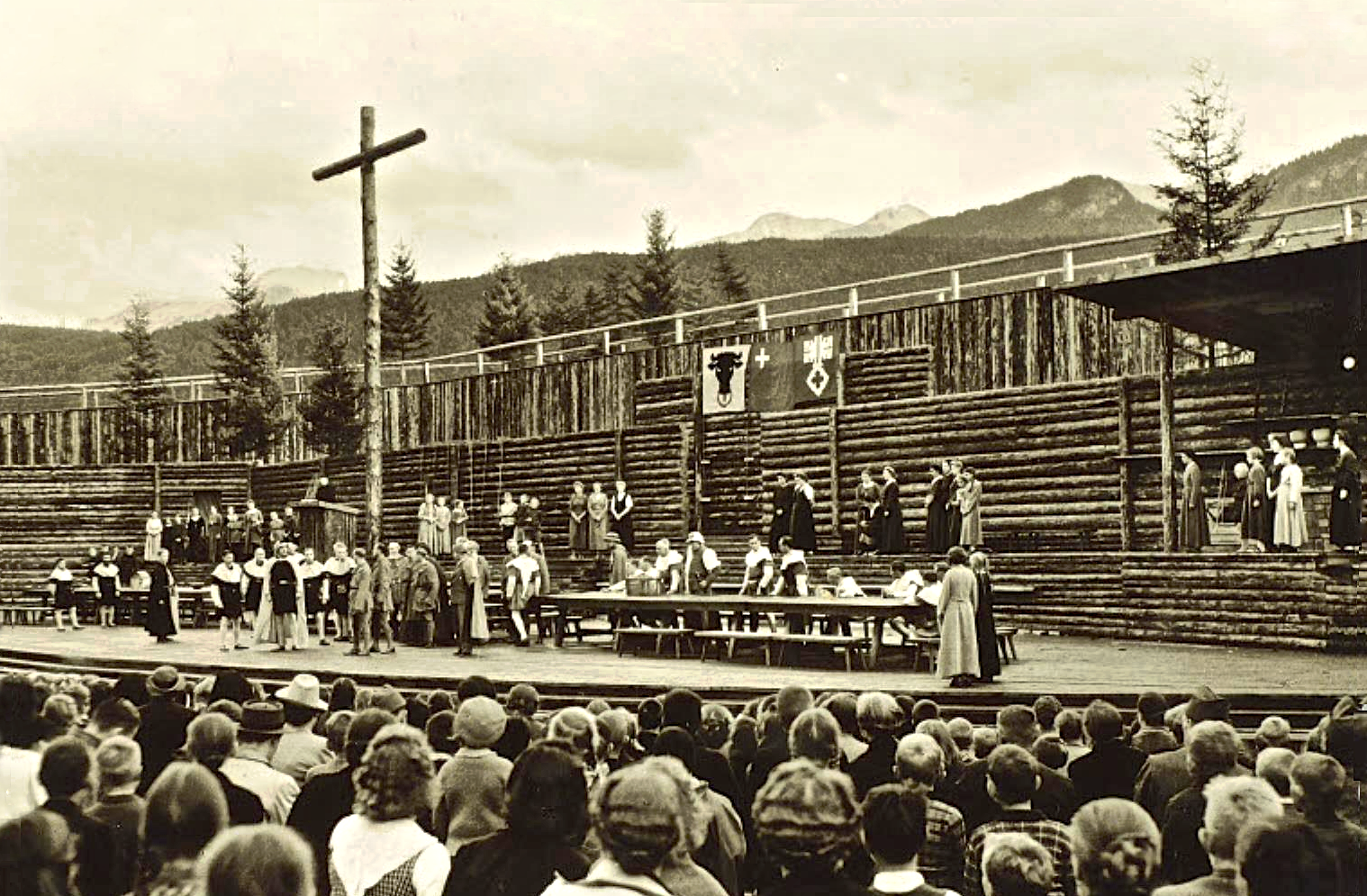
Festspiel zur 650-Jahrfeier 1941 in Schwyz

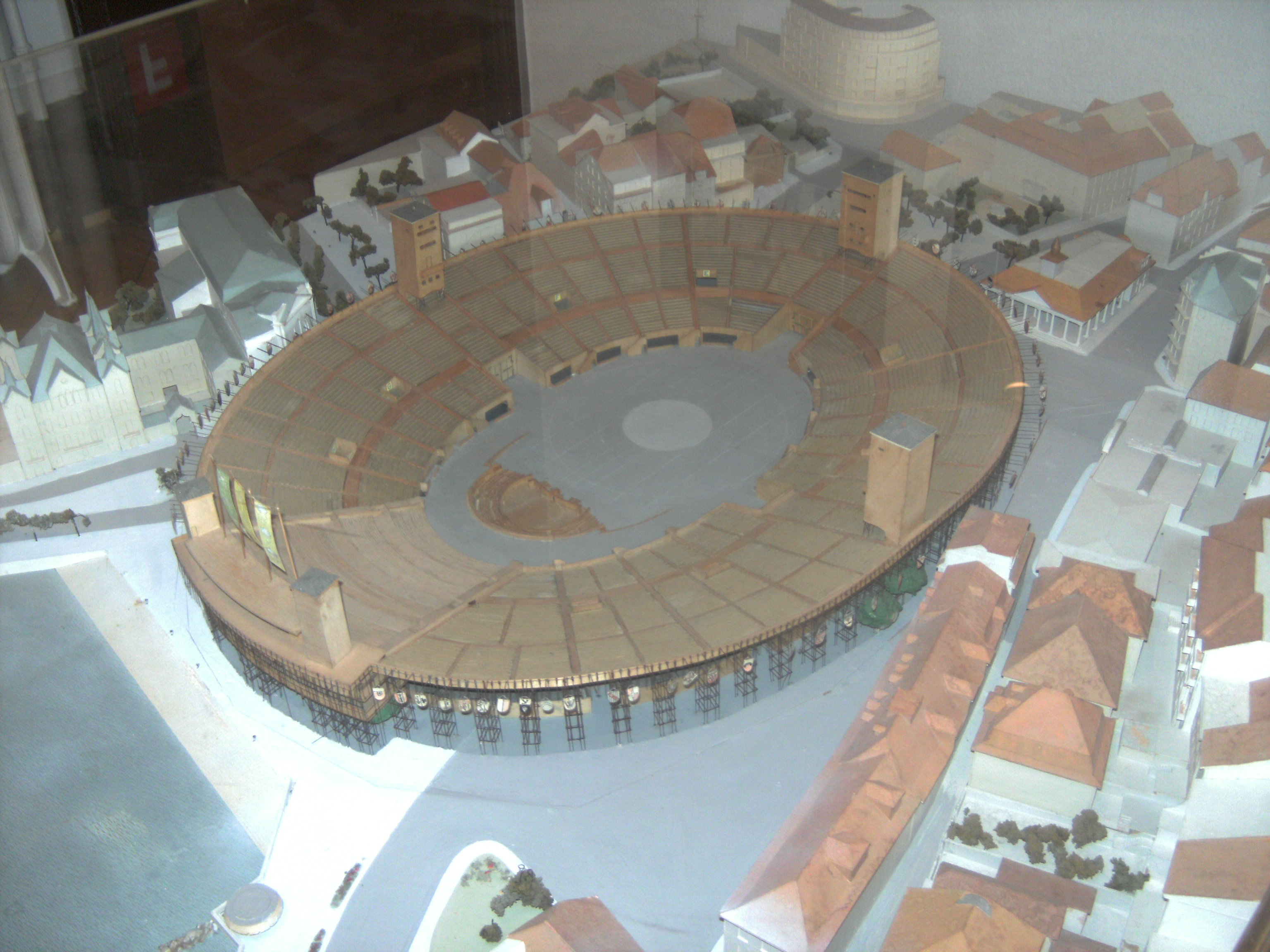
Fête des vignerons Vevey 1955, Maquette des Amphitheaters

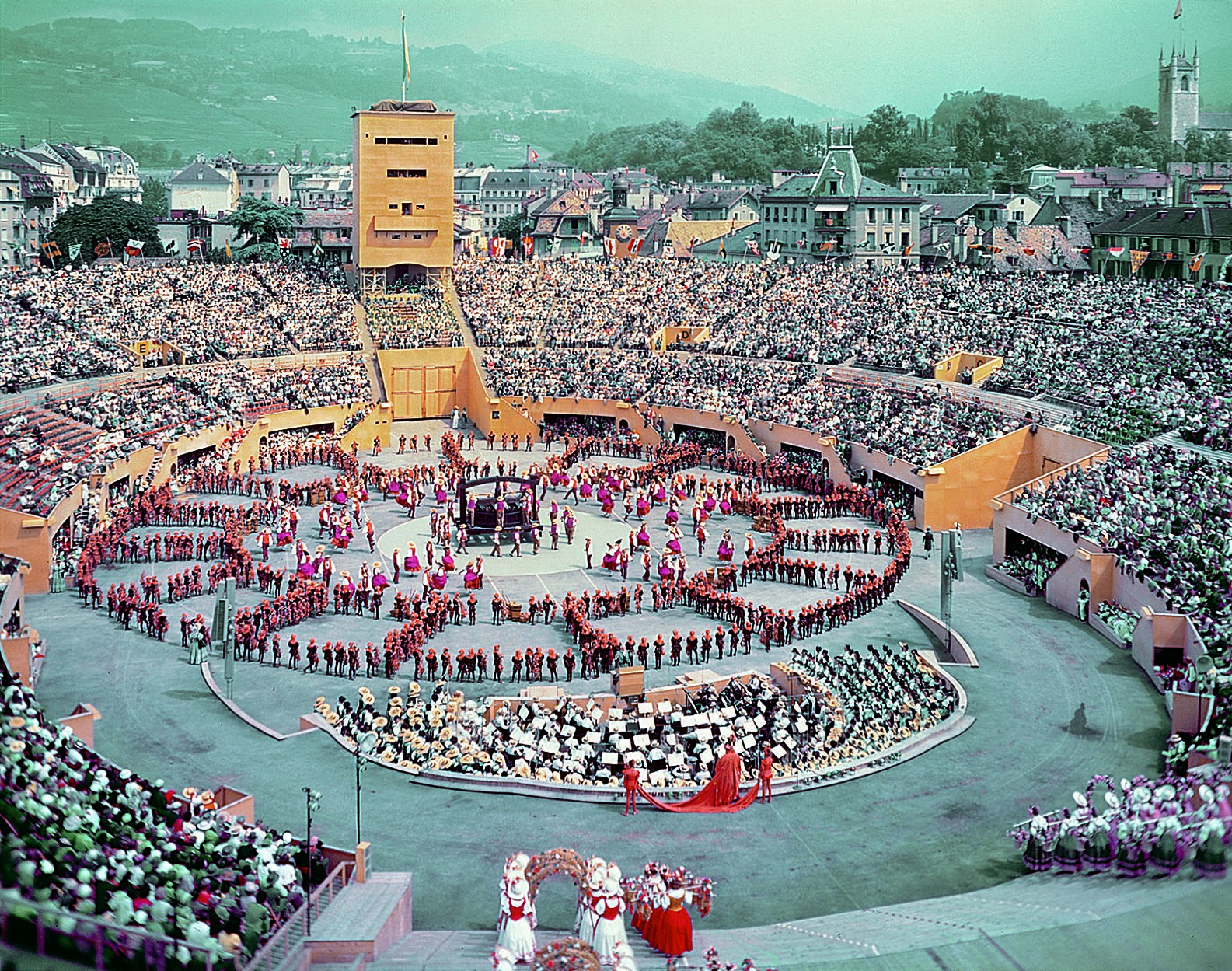
Fête des vignerons Vevey 1955, Arena

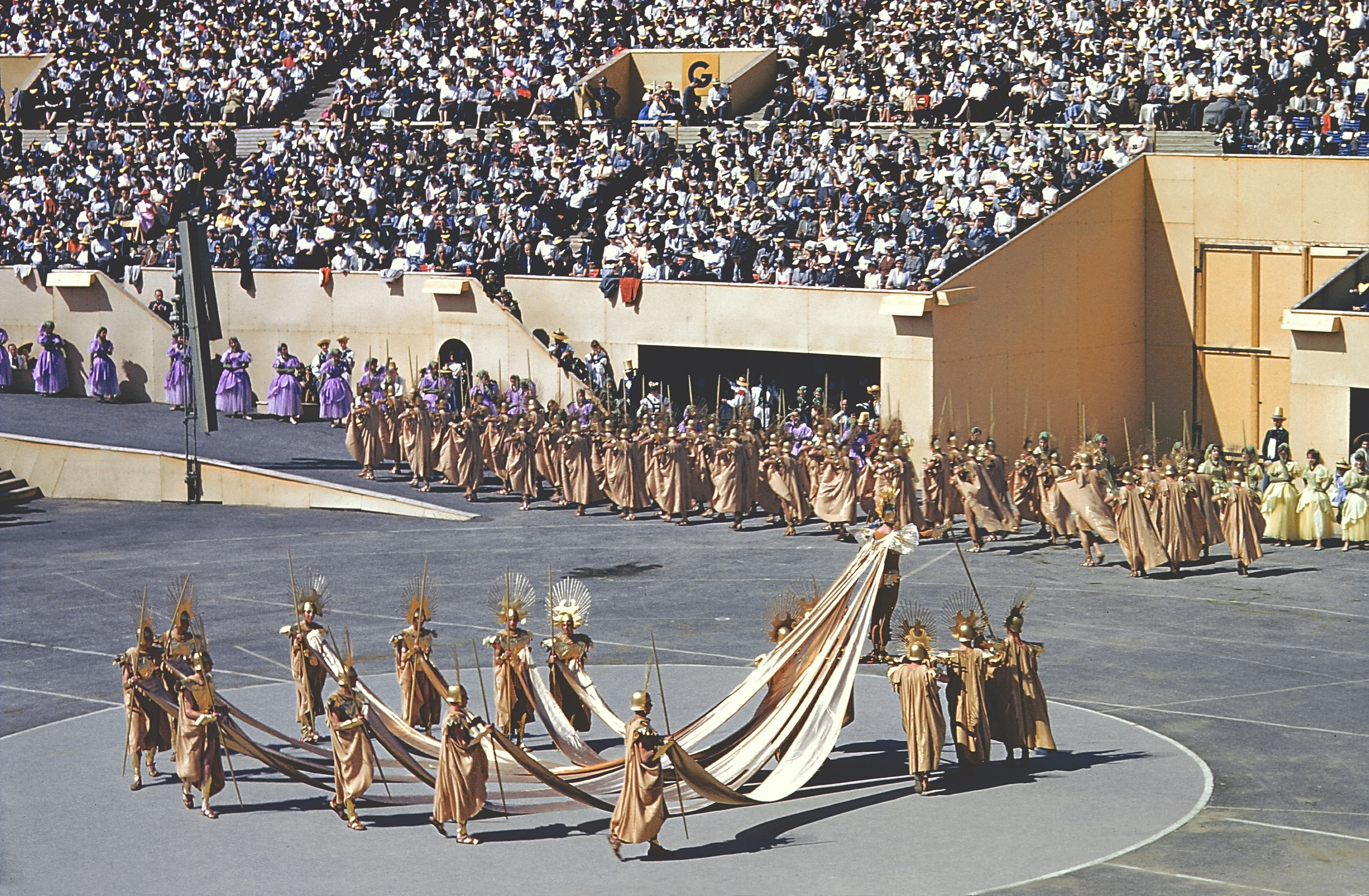
Fête des vignerons Vevey 1955, Sonne

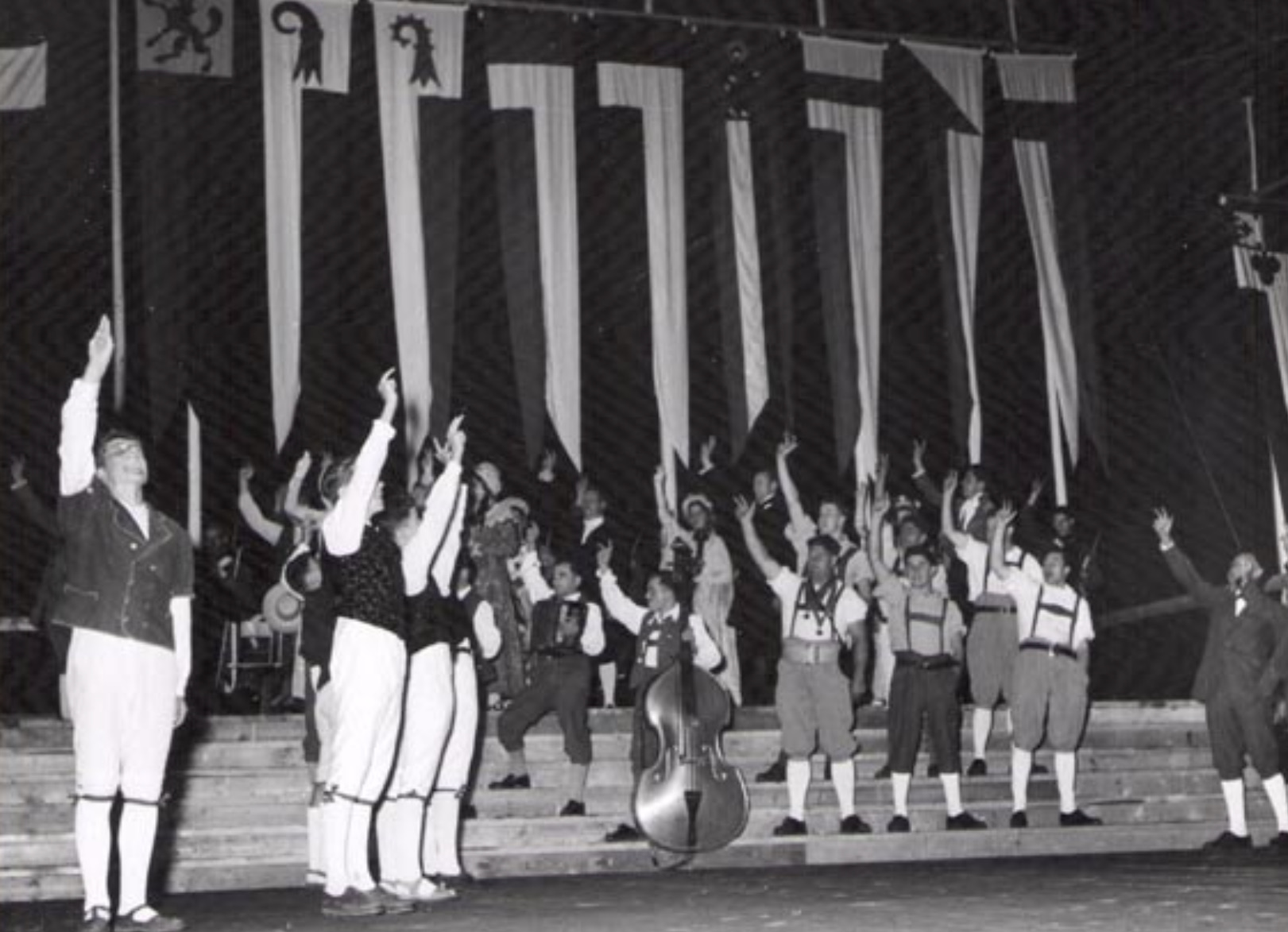
Festspiel „Unspunnen 1805“ von 1955 auf der Unspunnenwiese

### Theaterwissenschaftler
Oskar Eberle verfügte durch sein theatergeschichtliches Studium über eine profunde Gesamtübersicht der Schweizer Spieltraditionen vom Mittelalter bis zur Gegenwart. Dadurch prägte er die Rückbesinnung und Neuausrichtung des Theaterwesens in der Schweiz nachhaltig.
Im Jahr 1927 gründete er die «Gesellschaft für innerschweizerische Theaterkultur», die heutige «Schweizerische Gesellschaft für Theaterkultur». Ihre Jahrbücher betreute er bis zu seinem Tod 1956. Sie behandelten Themen wie Das vaterländische Theater (1928), Geistliche Spiele (1930), Die Berufsbühnen der Schweiz (1931), Erneuerung des schweizerischen Theaters (1934), Fasnachtsspiele (Die Japanesenspiele in Schwyz) (1935), Festspiele am Vierwaldstättersee (1938), Wege zum Schweizer Theater (1943), Theaterbau gestern und heute (1947).
Die Gesellschaft bot ihm die Plattform für sein Bestreben, das Schweizer Volksspiel in seinem Sinne zu prägen. Er kämpfte auch für die Einrichtung eines theaterwissenschaftlichen Instituts und einer Schweizerischen Theatersammlung, die erst Jahrzehnte nach seinem Tod verwirklicht werden konnten. Ab 1946 vermittelte Eberle sein Wissen und seine Ziele in der Deutschschweiz in Volkstheaterkursen. Die Absolventen trugen mit entsprechender Nachhaltigkeit Gedanken und Ideologie in die Orte mit den Dramatischen Gesellschaften und den theaterspielenden Ortsvereinen.

### Regisseur
Eberle inszenierte hauptsächlich geistliche Spiele, Festspiele und Fasnachtsspiele als Theater des Volkes, die im Dienste eines christlich-vaterländisch-nationalen Verständnisses für Aufführende und Zuhörende standen. Er liebte grosszügige Bühnen, Landschaften und imposante Plätze als Spielorte. In der Grossflächigkeit inszenierte er pompöse Massenauftritte und auf einfachste Reduktion gebrachte stille Momente. Wichtig war ihm die Einheit von Darstellenden und Besuchern. Daher hob er wenn möglich die Abtrennung von Bühnen- und Zuschauerraum auf, was als Gemeinschaft aller Beteiligten wahrgenommen wurde.
Zu seinen aufwändigsten Inszenierungen gehörten 1935/1937/1950/1955 Das grosse Welttheater in Einsiedeln; 1939 Das eidgenössische Wettspiel (Autor Edwin Arnet) an der Landesausstellung Zürich; 1941 Das Bundesfeierspiel zum Gedenken des 650-jährigen Bestehens der Schweizerischen Eidgenossenschaft (Autor Cäsar von Arx) in Schwyz; 1955 La Fête des Vignerons in Vevey und 1956 Wilhelm Tell in Altdorf.
Das Einsiedler Welttheater enthielt alles, was Eberle unter Volkstheater verstand: Die Weite des Klosterplatzes, barocker Prunk mit Dutzenden von Mitwirkenden in prachtvollen Gewändern, mit Prozessionen, Flaggen, Trompetenklängen, Hymnen, Sprechchören, Pferden und Fackeln. Das Spiel erhielt einen sakralen Charakter. Text, Gesang, Aufmärsche, Licht und Musik liessen das «Spiel vom rechten Leben vor Gottes Antlitz» zu einem spektakulären Erlebnis werden.
Als ein Höhepunkt in Eberles Theaterschaffen gilt die Inszenierung des Winzerfestes, des Fête des Vignerons 1955 in Vevey mit über 3500 Mitwirkenden. Das Festspiel zur Winzerarbeit und den Traditionen am Genfersee erhielt durch die Regiearbeit Eberles, der Mitwirkung von international/professionellen Künstlern (Musiker, Sänger, Tänzer) und dem enormen finanziellen Aufwand grosse Beachtung auch in der Deutschschweiz und im Ausland.
Die Freiluft-Fasnachtsspiele der Japanesengesellschaft in Schwyz boten Klamauk und Witz zu aktuellen gesellschaftlichen und politischen Themen in Stadt und Land, im In- und Ausland. Bewährte Autoren machten sich über das Zeitgeschehen und die hohen Herren der Politik lustig. Oskar Eberle schrieb 1947 das Stück Vivelun Taikun. Sein Spiel bot nicht nur Unterhaltung, sondern auch Belehrung, zum Beispiel, wie man sich vor Fröntlern schützen sollte.
Den Luzerner Passionsspielen 1934 und 1938 kamen die damaligen Krisensituationen sehr ungelegen. Beide hinterliessen ein Defizit, weil kaum ausländische Gäste nach Luzern kamen und regnerisches Wetter inländische Besucher fernhielt. Auch die Stadtregierung kam den «Spielleuten» bezüglich Mietkosten usw. nicht immer entgegen. Von den Mitwirkenden verlangte Eberle viel, oft zu viel. So musste der Präsident der Passionsspiele 1934 in Luzern eingreifen, als er mit den Spielenden über sechs Stunden lang übte. Die Darstellung des dramatischen Geschehens vom Karfreitag enthielt überlieferten Antijudaismus und allgemeine Vorurteile Juden gegenüber.
1948 belebte der Wettinger Hans Schmid nach einem Volkstheaterkurs bei Oskar Eberle in Luzern die in seiner Gemeinde in Vergessenheit geratene Sternsingerbewegung. Eberle verfasste ein neues Spiel, das in Mundart gehalten und in Reime gesetzt war. Die Inhalte handelten vom Winter, menschlicher Kälte und Armut. Das Spiel der sechzig Mitwirkenden begeisterte dermassen, dass es durch Radio Beromünster aufgenommen und ausgestrahlt wurde.
1929 und 1944/1945 verfasste Eberle Bruderklausenspiele. Das überlieferte Leben des Niklaus von Flüe passte gut zum Bestreben der Schweizer Gesinnungserneuerung. Die Figur des Bruder Klaus erwies sich für Eberle als sehr geeignet, nationales und religiöses Gedankengut im Dienste der vaterländischen Einheit einzusetzen. Bundesrat Philipp Etter stellte die Schweiz in seiner Neujahrsansprache vom 1. Januar 1942 gar unter den Schutz des 1947 Heiliggesprochenen und bezeichnete ihn als Landesvater.
Oskar Eberles liess in seinem Festspiel Unspunnen 1805 auf der Unspunnenwiese die vier Gründer des Unspunnenfestes (Niklaus Friedrich von Mülinen, Franz Ludwig Thormann, Sigmund von Wagner und Franz Niklaus König) auf der Bühne auftreten, umgeben von Patriziern aus Bern und Adligen aus den Fürstenhäusern, Menschen aus dem Volk, Soldaten in alten Uniformen, Alphirten sowie Frauen und Mädchen in ihren vielfältigen Trachten. Unvermittelt ertönten aus der Dunkelheit Dutzende von Haslitaler Trychlern, die bald mit ihren Klängen die Bühne einnahmen bis zum Programmteil Erbe der Alphirten, mit Darbietungen aus dem Brauchtum des Berner Oberlands, dem Wallis, aus Italienisch-Bünden, dem Alpstein, Tessin, der Urschweiz und dem Greyerzerland. Zum Schluss ertönte das Lied Le vieux Chalet aus Tausenden von Kehlen in die Nacht hinein.
Die Tellspiele 1956 in Altdorf sollten zu Eberles letzten Inszenierung werden. Er baute das Schiller-Spiel neu auf. Wie zielbewusst Eberle seine Ideen umzusetzen versuchte, beschreibt die Tellspielgesellschaft Altdorf im Jahresbericht: «Nach der Wahl des Regisseurs Herrn Dr. Oskar Eberle zu unserm Spielleiter gab es keinen Tag der Rast oder Ruhe, denn der neue Spielleiter quoll von guten Ideen, zu deren Verwirklichung es doch Zeitaufwand benötigte und rasches Handeln und Entschliessen forderte.» Eberle verwendete eine Drehbühne. Anstelle von Bühnenkulissen liess er Bilder des Schweizer Bühnenbildners Max Bignens projizieren. Kaum war die Einstudierung abgeschlossen, verstarb Eberle an einer Blinddarmentzündung, etwas mehr als zwei Wochen vor der Premiere vom 15. Juli 1956.
Heinrich Meng, Seminarlehrer in Wettingen, schrieb zum Tod von Oskar Eberle: «Der Verlust dieses schöpferischen Menschen ist doppelt schmerzlich, verlor das schweizerische Theater in Oskar Eberle nicht nur einen Dramatiker von Rang und einen der besten Spielleiter, sondern auch einen Historiker und Ästhetiker von europäischer Bedeutung.»

### Dramatiker
Eberles Theaterstücke umfassen Dramen, Spiele und Bearbeitungen, häufig in Schwyzer Mundart gehalten. Als Beispiele seien erwähnt:
- Bruderklausenspiel, 1929
- Christ-Königs-Passion, 1934
- Der heilige Kanzler, 1936
- Luzerner Passionsspiel, 1938
- Schwyzer Wienachtsspyl, 1941
- Jedema (Jedermann), 1942
- Chlaus vo Flüe, 1944
- Fritschispyl, 1945
- Mirakel, 1947
- Vivelun Taikun, 1947
- Der Lätz gwünnt die Rächt, 1949
- Die goldig Melody, 1950

Seine Theaterwerke besannen sich darauf, was das «Volk» einigen konnte. Sie setzten in theaterpraktischer Arbeit um, was er in seinen theoretischen Schriften darlegte.
Das Schweizer Archiv der Darstellenden Künste, die Stiftung SAPA, Schweizer Archiv der Darstellenden Künste, besorgt die Aufarbeitung und Erschliessung des Lebenswerkes von Oskar Eberle.

## Schriften
- Theatergeschichte der innern Schweiz 1200–1800, Königsberger deutsche Forschungen, Königsberg 1929
- Das vaterländische Theater. 1928.
- Geistliche Spiele. 1930.
- Die Berufsbühnen der Schweiz. 1931.
- Erneuerung des schweizerischen Theaters. 1934.
- Fasnachtsspiele (Die Japanesenspiele in Schwyz). 1935.
- Festspiele am Vierwaldstättersee. 1938.
- Wege zum Schweizer Theater. 1943.
- Theaterbau gestern und heute. 1947.
- Cenalora. Leben, Glaube, Tanz und Theater der Urvölker. Walter Verlag, Olten/Freiburg i. Br. 1954.

## Ausstellung
- 2024: Theaterpionier aus Leidenschaft. Museum Thalwil, 16. Mai – 22. Juni.[22]